# Bombazijn
Bombazijn of bombasijde is een sterke geweven textielstof in kruiskeperbinding (twill). In België noemt men het fustein.
Oorspronkelijk had de stof een schering (ketting) van zijde en een inslag van kamgaren, die gesponnen werd uit lange wol. De zijden ketting is vervangen door een kunstzijde die rayon of viscose wordt genoemd.
Daarnaast werd bombazijn vervaardigd met een linnen schering en een inslag van ongetwijnde katoen. Deze bombazijn werd voor beddegoed, voor werkkleding en voor onderkleding gebruikt.
Als bombazijn vervaardigd werd met een glad oppervlak en links geruwd was, noemde men het moleskin.